# Монкьеро
Монкьеро (итал. Monchiero) — коммуна в Италии, располагается в регионе Пьемонт, в провинции Кунео.
Население составляет 586 человек (2008 г.), плотность населения составляет 147 чел./км². Занимает площадь 4 км². Почтовый индекс — 12060. Телефонный код — 0173.
Покровителем населённого пункта считается святой San Fedele da Sigmaringen.

## Демография
Динамика населения:

## Администрация коммуны
- Официальный сайт: http://www.comune.monchiero.cn.it/